# برند لاوب
برند لاوب (انگلیسی: Bernd Laube; ۱۳ نوامبر ۱۹۵۰ – ۵ دسامبر ۲۰۱۲) بازیکن فوتبال اهل آلمان بود.
از باشگاه‌هایی که در آن بازی کرده‌است می‌توان به باشگاه فوتبال هرتابرلین و باشگاه فوتبال یان رگنسبورگ اشاره کرد.